# Rio 2096 - Una storia d'amore e furia
(Abeguar)
Rio 2096 - Una storia d'amore e furia (Uma história de amor e fúria) è un film d'animazione del 2013 scritto e diretto da Luiz Bolognesi.
Il film ruota attorno alla storia d'amore tra Abeguar e Janaína, due indigeni brasiliani, che si sviluppa per oltre 600 anni durante i quali dovranno lottare contro l'oppressione attraversando quattro fasi della storia del Brasile: la colonizzazione degli europei, la schiavitù, il regime militare e un ipotetico futuro ambientato nel 2096.
È stato uno dei 19 film presentati per la candidatura al miglior film d'animazione ai Premi Oscar 2014.

## Trama
Brasile, 1566. Abeguar è un guerriero tupinamba innamorato di Janaína, un giorno vengono attaccati da un grosso felino, per salvarsi si gettano in un precipizio e improvvisamente Abeguar riesce a volare. Lo sciamano della sua tribù gli rivela che è stato prescelto dagli dei per combattere contro lo spirito malvagio Anhangá, per questo motivo gli è stato fatto il dono dell'immortalità e la possibilità di trasformasi in uccello. Dopo che il suo capo Piatã si allea coi francesi nella loro guerra contro i portoghesi, l'intera tribù viene massacrata.
Nel 1825 il guerriero ritrova la reincarnazione della sua amata Janaína e prende le sembianze di Manuel Balaio, hanno due figlie e si guadagnano da vivere vendendo cesti. Dopo che una delle sue figlie viene stuprata da un ufficiale di polizia Belaio decide di guidare la rivolta degli oppressi e degli schiavi fuggiti, riescono a conquistare la città di Caxias ma verranno poi sconfitti dall'esercito, dopo essere stato trafitto da un colpo di fucile Balaio si trasforma in uccello e vola via.
Nel 1968 Abeguar trova Janaína e assume l'identità di Cau, lei è una studentessa che lotta contro il regime militare brasiliano però è già fidanzata con un altro uomo. Cau si unisce al gruppo rivoluzionario di cui fanno parte. Un giorno vengono catturati dalla polizia. Per proteggere Janaína dalla tortura rivela dove si trovano gli altri membri diventando ai loro occhi un reietto. Anni dopo esce di prigione grazie all'amnistia, si trasferisce in una favela dove diventa un insegnante e fa parte del Comando Vermelho. Quando la polizia fa irruzione nella sua abitazione si trasforma nuovamente in uccello.
Giunge nel 2096 dove è il giornalista João, mentre Janaína è una prostituta. Rio de Janeiro è protetta da una violenta polizia privata e l'acqua è il bene più prezioso del pianeta. Quando il presidente dall'Aquabrás, compagnia che gestisce l'acqua, viene sequestrato, João vede che tra i membri dell'organizzazione "Acqua per tutti" c'è anche Janaína; si precipita nella sede della società per salvare la donna che ha sempre amato.

## Produzione
La sceneggiatura nasce dall'interesse del regista per la storia brasiliana e i fumetti. Nel 2002 ha iniziato un lungo lavoro di ricerca collaborando con storici ed antropologi, nel 2004 la prima stesura della sceneggiatura era pronta mentre quella definitiva è stata scritta nel 2010. La storia è basata su diversi miti e leggende dei Tupi-Guaraní. Per la realizzazione del film sono state utilizzate tecniche classiche di animazione. La produzione è durata complessivamente 6 anni.

## Distribuzione
Il film è stato presentato il 7 marzo 2013 al Miami International Film Festival, nelle sale brasiliane è uscito il 5 aprile. Ha partecipato a diversi festival internazionali, tra cui il Festival internazionale del film d'animazione di Annecy dove ha ricevuto il premio principale. In Italia è stato distribuito nelle sale il 3 luglio 2014 e trasmesso su Rai Movie la notte del 12 luglio.

## Riconoscimenti
- 2013 - Festival internazionale del film d'animazione di Annecy
  - Miglior film
- 2013 - Festival europeo del film fantastico di Strasburgo
  - Premio del pubblico